# Oligolepis acutipennis
Oligolepis acutipennis es una especie de peces de la familia de los Gobiidae en el orden de los Perciformes.

## Morfología
Los machos pueden llegar a alcanzar los 15 cm de longitud total.

## Alimentación
Come crustáceos y otros invertebrados.

## Hábitat
Es un pez de clima tropical (22 °C-26 °C) y demersal

## Distribución geográfica
Se encuentra desde KwaZulu-Natal (Sudáfrica) hasta Indonesia y el Pacífico occidental.

## Observaciones
Es inofensivo para los humanos. 